# الناضور (الربع الفوقي)
الناضور هو دُوَّار يقع بجماعة بوهودة، إقليم تاونات، جهة فاس مكناس في المملكة المغربية. ينتمي الدوّار لمشيخة الربع الفوقي التي تضم 4 دواوير. يقدر عدد سكانه بـ 1814 نسمة حسب الإحصاء الرسمي للسكان والسكنى لسنة 2004.

## روابط خارجية
- البوابة الوطنية للجماعات الترابية
- المندوبية السامية للتخطيط